# Lope de Figueroa
Lope de Figueroa (Guadix, Grenade; 1520 — Monzón, Huesca, 28 août 1585 était un militaire espagnol, chevalier de l'Ordre de Santiago, commandant du Campo de Montiel ; capitaine, maître de camp général et capitaine général de la côte du Royaume de Grenade.

## Parenté
Il est descendant par sa mère de Ferdinand III de Castille et le second fils de Francisco Pérez de Barradas maître de Graena et maire de La Peza. Sa mère était Leonor de Figueroa, petite-fille du premier comte de Feria (es). Cadet du couple, il porte l'un des noms de sa mère, Lope de Figuera y Zapata.

## Carrière militaire
Les débuts de sa carrière militaire sont confus, il est probable que sa condition de cadet lui ait imposé cette voie. Il serait entré au service du roi entre 16 et 19 ans, et a intégré vers les 30 ans les tercios comme capitaine en Lombardie :

« Don Lope Figuera, de l'ordre de Saint Jacques, qui jeune a été à Milan, où il a été soldat, et par sa valeur dirige une compagnie de chevau-légers »

Il intervient comme capitaine dans la conquête de Djerba dans le golfe de Tunis en 1561, où il est fait prisonnier. Il est détenu trois ans comme rameur sur une galère et est secouru à Constantinople par son père qui paie 4000 ducats en 1564. Il participe comme capitaine à la prise de Peñón de Vélez de la Gomera (1564). Cette même année, avec 300 arquebuses il intervient dans la conquête du château d'Istrie à Sollacaro en Corse et l'année suivante il participe à la défense de Malte contre les Ottomans, où il se distingue par l'attaque de la tour de Falca.
En Flandres, avec une compagnie d'arquebuses, il intervient dans la bataille de Jemmingen et trois mois après dans la bataille de Jodoigne. Ces services lui valent les félicitations de Philippe II d'Espagne et une pension à vie de 400 ducats annuels.
En tant que maître de camp, il combat sous le nom de de Figueroa dans la révolte des Alpujarras en assistance à Juan d'Autriche. Son nom reste dans les batailles de Galera, Purchena, Huécija, Tíjola, Andarax y Serón. Il revient de cette bataille blessé et devient boiteux.
Il quitte Alpujarras pour l'Italie en 1571 et, avec Miguel de Moncada et Bernardino de Cárdenas, il commande depuis la galère royale les actions décisives de la bataille de Lépante qui mène la Sainte Ligue à la victoire. Miguel de Cervantes[réf. nécessaire] et María la Bailadora, déguisée en homme,, servent alors sous ses ordres.
Son action aux ordres de Álvaro de Bazán est également décisive lors de la bataille des Açores.
De nombreux autres faits d'armes de moindre importance sont également connus.

## Fin de vie
Il meurt de la peste à Monzón alors qu'il faisait partie de la suite royale où il était logé pour célébrer la Cour du Royaume d'Aragon. Il ne laisse aucune descendance et nomme comme héritier de son poste son frère aîné Fernando de Barradas, maître de Graena, qui donne des descendants portant le titre de Marquis de Cortes de Graena.

## Littérature et théâtre
La réputation de Lope de Figueroa comme militaire est célébrée par plusieurs auteurs du siècle d'or espagnol. Il intervient comme personnage littéraire de plusieurs œuvres : L’assaut de Maastricht (Lope de Vega), L’aigle de l'eau et Le pic du Peñón (Luis Vélez de Guevara), Le défenseur du Peñón (Juan Bautista Diamante), l'heure de la trahison (Agustín Moreto), Guerres Civiles de Flandres (Alférez Pedro Alfonso Pimentel) et Aimer après la mort, Le tsunami de La Alpujarra
et au théâtre :  L’Alcade de Zalamea  pièce de théâtre de Calderon de la Barca. Cette dernière œuvre est la plus connue et perpétue l'image d'un vieil officier tourmenté par sa jambe malade et qui ne cesse de grogner et jurer.

## Référence
1. ↑  Bien que la tradition situe sa date de naissance en 1520, une étude de 2010 l'avance en 1541-1542
2. ↑  L'encyclopédie Espasa donne pour lieu de naissance et de mort à Valladolid en 1595
3. ↑  Hariza 1772: 6.
4. ↑  Hariza 1772: 5.
5. ↑  Hariza 1772: 23.
6. ↑  (es) Fernando Martínez Laínez et José María Sánchez de Toca, « Soldados y maestres », Tercios de España. La infantería legendaria, EDAF,‎ 2006, p. 212 (ISBN 84-414-1847-0)
7. ↑  Sánchez s.a. B.
8. ↑  (de) Max Krenkel, Klassische Bühnendichtungen der Spanier Herausgegeben und erklärt, III. (Calderón, "Der Richter von Zalamea" nebst dem gleichnamigen stücke des Lope de Vega), Leipzig, Johann Ambrosius Barth, 1887, p. 87
9. ↑  Gonzalo Argote de Molina, « Principio y sucesión de la real casa de los Manueles », El libro de Patrono o El conde Lucanor, Juan Oliveres,‎ 1575, p. 172 :« Don Lope de Figueroa, del hábito de Santiago, que siendo mozo fue al estado de Milán, donde fue soldado, y por su valor alcanzó una compañía de caballos ligeros »
10. ↑  (es) Luis Astrana Marín, Vida ejemplar y heroica de Miguel de Cervantes Saavedra: con mil documentos hasta ahora inéditos y numerosas ilustraciones y grabados de época, Editorial Reus, 1949 (lire en ligne), p. 336
11. ↑  (en) Jack Beeching, The galleys at Lepanto, Scribner, 1983 (ISBN 0-684-17918-0, OCLC 9282786, lire en ligne), p. 213